# Шебештьен, Юлия
Ю́лия Ше́бештьен (встречается также Себе́стьен; венг. Sebestyén Júlia, [ˈjuːliɒ ˈʃɛbɛʃceːn]; в замужестве Гор-Шебештьен род. 14 мая 1981 года в Мишкольце, Венгрия) — бывшая венгерская фигуристка, выступавшая в женском одиночном катании, впоследствии тренер по фигурному катанию. Юлия — первая венгерская фигуристка-одиночница, выигравшая чемпионат Европы, кроме того, она девятикратная чемпионка Венгрии (подряд с 2002 по 2010 год).

## Биография

### Спортивная
Юлия Шебештьен начала заниматься фигурным катанием в четыре года на открытом катке. С восьмилетнего возраста работала с тренером Гургеном Варданяном.
На взрослом международном уровне Юлия начала выступать в 1995 году. На своём дебютном чемпионате Европы она заняла 15-е место.
Сезон 1995—1996 Юлия пропустила, а в 1997 году заняла на национальном первенстве третье место и не отобралась на международные старты.
На юниорском чемпионате мира 1998 года стала 14-й, на зимних Олимпийских играх 1998 года стала 15-й, на чемпионате мира того же года — 19-й. В 1999 году Шебештьен дебютировала в серии Гран-при по фигурному катанию и заняла 9-е место на чемпионате мира среди юниоров.
В 2001 году Юлия выиграла свой первый чемпионат Венгрии из восьми подряд. На дебютной зимней Универсиаде остановилась в шаге от пьедестала. На Олимпийских играх 2002 года стала восьмой. В этом же сезоне она сменила тренера, стала работать с Андрасом Сзаразом.
В 2003 году впервые в карьере отобралась в финал Гран-при, где заняла шестое, последнее место. Затем выиграла национальный чемпионат и впервые в истории женского одиночного фигурного катания Венгрии стала первой на чемпионате Европы. Позже, на чемпионате мира стала шестой.
На чемпионате Европы 2006 года стала толькой 14-й, на Олимпиаде 18-й, а на чемпионате мира и вовсе 22-й.
После сезона 2006—2007 Юлия вернулась к прежнему тренеру — Гургену Варданяну.
Выиграла чемпионат Венгрии 2009 года, а затем, на чемпионате Европы стала 8-й.
Чемпионат мира 2009 она пропустила из-за травмы. Поэтому, чтобы получить для Венгрии путёвку на Олимпийские игры 2010, осенью 2009 года Юлия приняла участие в дополнительном квалификационном турнире ИСУ — «Nebelhorn Trophy», где стала 4-й (второй из участвовавших в розыгрыше фигуристок).

### Тренерская
После Олимпийских игр 2010, где она стала 17-й, и чемпионата мира (15-е место) Юлия заявила что покидает спорт. С октября 2010 года она работает тренером в Дебрецене.
Самой известной ученицей Юлии является многократная чемпионка Венгрии в одиночном катании Иветт Тот.

## Спортивные достижения

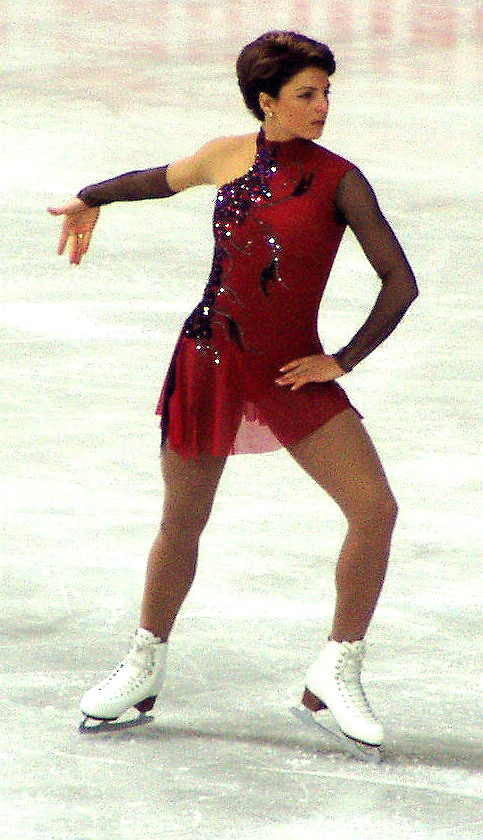
Юлия Шебештьен на чемпионате мира 2004 года в Дортмунде.

### После 2007 года
| Соревнования/Сезоны             | 2007—2008 | 2008—2009 | 2009—2010 |
| ------------------------------- | --------- | --------- | --------- |
| Зимние Олимпийские игры         |           |           | 17        |
| Чемпионаты мира                 | 11        |           | 15        |
| Чемпионаты Европы               | 4         | 8         | 6         |
| Чемпионаты Венгрии              | 1         | 1         | 1         |
| Этапы Гран-при: Skate America   |           |           | 3         |
| Этапы Гран-при: Cup of China    | 5         |           |           |
| Этапы Гран-при: Cup of Russia   | 7         | 7         | 6         |
| Nebelhorn Trophy                |           |           | 4         |
| Турниры «Золотой конёк Загреба» |           | 1         |           |
| Мемориал Ондрея Непелы          | 1         |           |           |
| Crystal Skate                   |           |           | 1         |

### 2000—2007 годы
| Соревнования/Сезоны             | 2000—2001 | 2001—2002 | 2002—2003 | 2003—2004 | 2004—2005 | 2005—2006 | 2006—2007 |
| ------------------------------- | --------- | --------- | --------- | --------- | --------- | --------- | --------- |
| Зимние Олимпиады                |           | 8         |           |           |           | 18        |           |
| Чемпионаты мира                 | 18        | 8         | 14        | 6         | 12        | 22        | 12        |
| Чемпионаты Европы               | 6         | 10        | 3         | 1         | 4         | 14        | 9         |
| Чемпионаты Венгрии              | 2         | 1         | 1         | 1         | 1         | 1         | 1         |
| Финалы Гран-При                 |           |           |           | 6         |           |           | 6         |
| Этапы Гран-при: Cup of Russia   |           | 8         |           |           | 3         | 6         | 2         |
| Этапы Гран-при: Cup of China    |           |           |           |           |           |           | 1         |
| Этапы Гран-при: Skate America   |           | 6         | 8         |           |           | 8         |           |
| Этапы Гран-при: Skate Canada    |           |           |           | 3         | 6         |           |           |
| Trophee Lalique                 |           |           |           | 3         | 3         |           |           |
| Этапы Гран-при: NHK Trophy      | 7         | 5         |           |           |           |           |           |
| Мемориал Ондрея Непелы          |           | 1         | 3         |           |           | 1         | 2         |
| Турниры «Finlandia Trophy»      | 6         |           |           |           |           |           | 3         |
| Мемориал Карла Шефера           |           |           | 2         |           |           |           |           |
| Турниры «Золотой конёк Загреба» |           |           | 3         |           |           |           |           |

### До 2000 года
| Соревнования/Сезоны           | 1994—1995 | 1995—1996 | 1996—1997 | 1997—1998 | 1998—1999 | 1999—2000 |
| ----------------------------- | --------- | --------- | --------- | --------- | --------- | --------- |
| Зимние Олимпиады              |           |           |           | 15        |           |           |
| Чемпионаты мира               |           |           |           | 19        | 19        | 7         |
| Чемпионаты Европы             | 15        |           |           | 17        | 6         | 6         |
| Чемпионаты мира среди юниоров | 21        |           |           | 14        | 9         |           |
| Чемпионаты Венгрии            |           |           | 3         |           | 2         | 2         |